# بژژنو (شهرستان بیاووگارد)
بژژنو (به لهستانی:  Brzeźno) یک روستا در لهستان است که در گمینا کارلینو واقع شده‌است.